# Eria rosea
Eria rosea Wall.  là danh pháp đồng nghĩa của Eria carinata.
Cryptochilus roseus là một loài phong lan.

## Hình ảnh

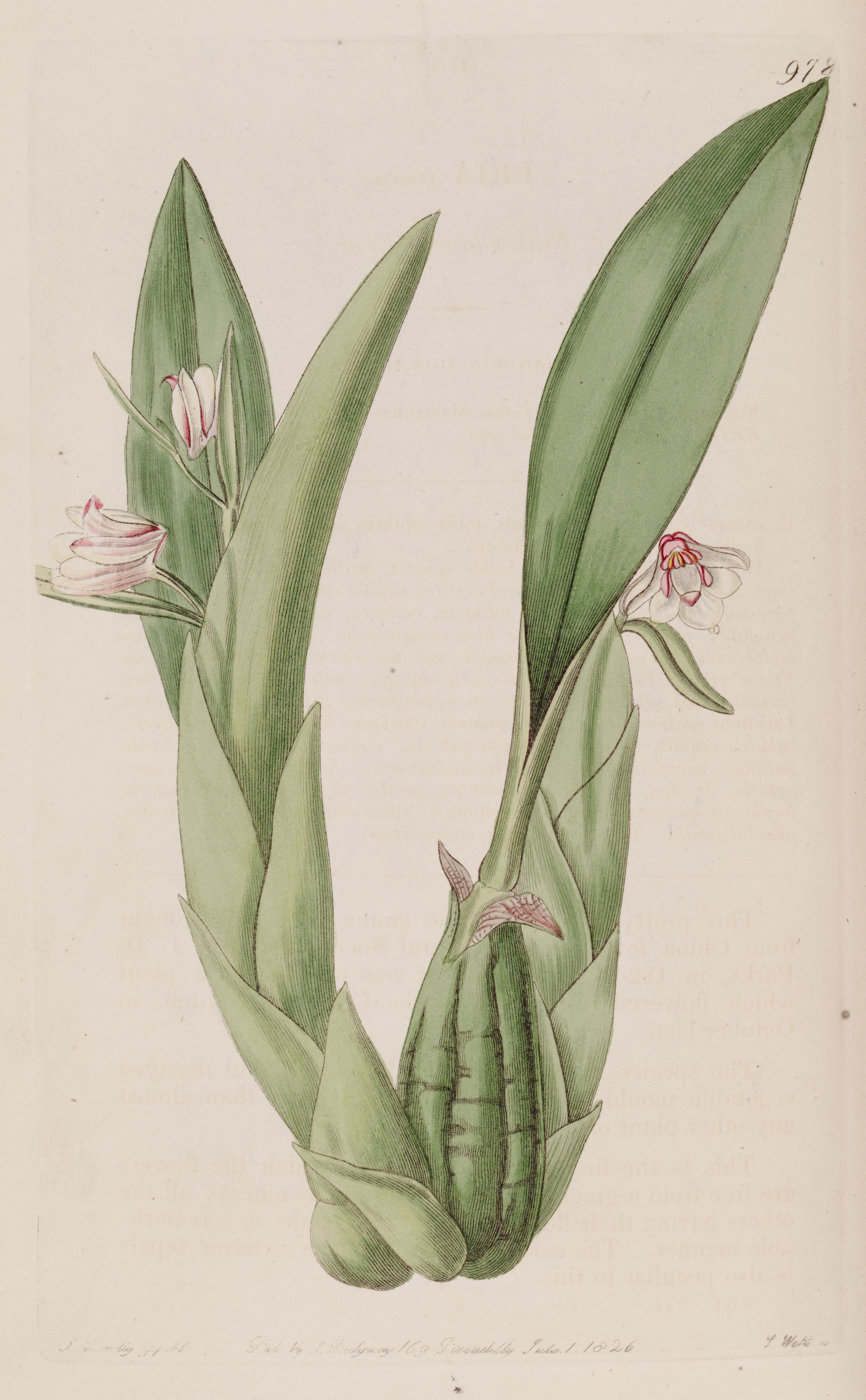